# پولینگ ایم اینکرایس
پولینگ ایم اینکرایس (به آلمانی: Polling im Innkreis) یک منطقهٔ مسکونی در اتریش است که در برونو آم این واقع شده‌است. پولینگ ایم اینکرایس ۱۵٫۱ کیلومتر مربع مساحت دارد ۳۸۵ متر بالاتر از سطح دریا واقع شده‌است.